# スミノフ
| スミノフ（左）とスミノフアイスオリジナル（右） |  | スミノフ（左）とスミノフアイスオリジナル（右） |
| スミノフ（左）とスミノフアイスオリジナル（右） |  |                                                |

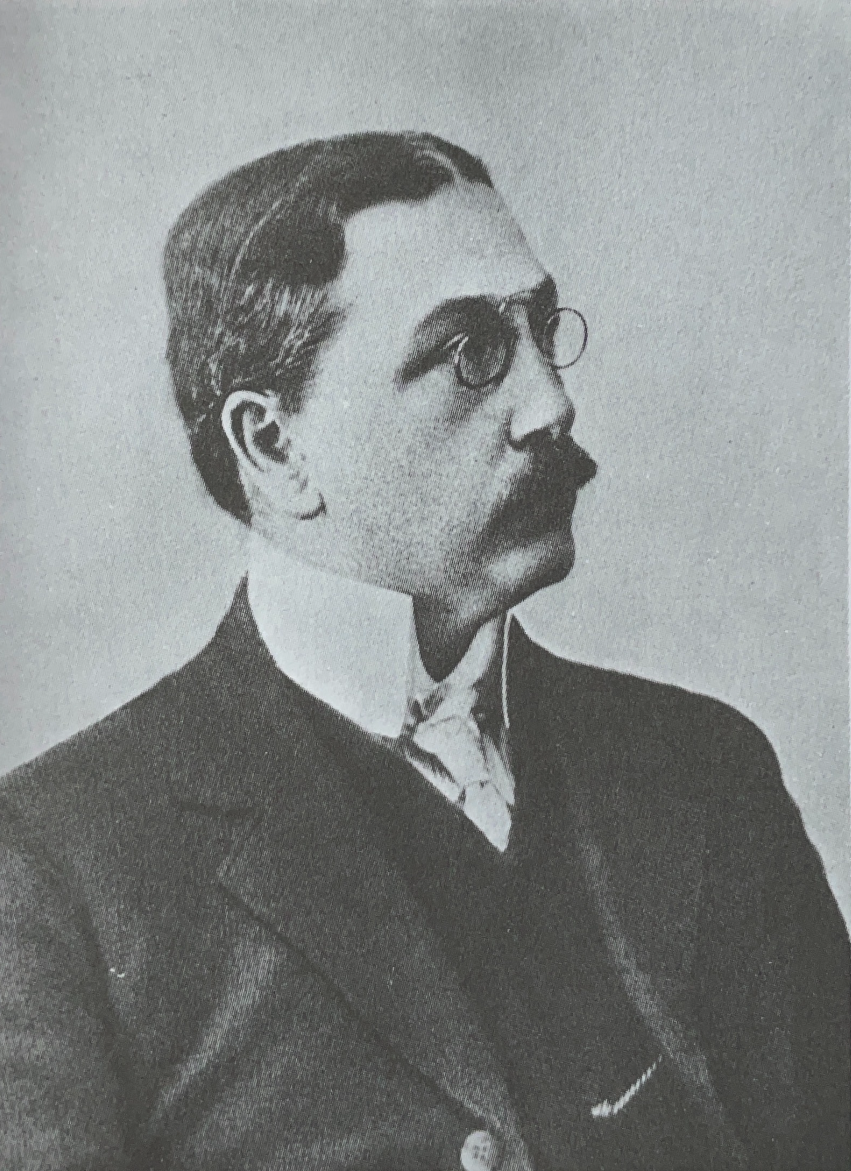
Pyotr Arsen'evich Smirnov

スミノフ（Smirnoff、Смирнов）は、ウォッカのブランド。1997年より、イギリスのディアジオ（Diageo）社の傘下となっている。
アメリカ合衆国など、ロシア以外の国で多く飲まれている。日本において、スーパーマーケットや酒屋で容易に入手できる。
なお、ロシア文字および英語表記により、「スミルノフ」と表記されることもしばしばである。

## 沿革
1860年に、ロシアのピョートル・アルセニエヴィチ・スミルノフ（Петр Арсеньевич Смирнов / Pyotr Arsen'evich Smirnov）がモスクワにて創業する。1870年には木炭を使い濾過してウォッカを製造する技術を開発する。アレクサンドル3世がロシア皇帝に就任していた1886年には、ロシア帝室御用達を得る。
しかし、ロシア革命においては帝室との距離の近さは裏目となった。スミルノフ家にも処刑される人が出るに至り、二代目のウラジミール・ペトロヴィチ・スミルノフ（Владимир Петрович Смирнов / Vladimir Petrovich Smirnov）らも亡命することとなる。ウラジミールはパリにて小規模な工場でのウォッカ製造を再開することとなる。
1933年、ロシア革命直後にアメリカ合衆国に亡命したルドルフ・クネット（Rudolph Kunett）がアメリカやカナダでの「スミノフ」ブランドでの製造権と販売権をウラジミールから買収する。1939年には、アメリカのヒューブライン（Heublein）社が経営に参加する。アメリカでは、ストレートに飲むよりカクテルのベースとして使えるよう、営業活動が繰り広げられた。
1982年、R.J.レイノルズ・タバコ・カンパニーがスミノフ社を14億ドルで買収する。1987年に、イギリスのグランド・メトロポリタン社（Grand Metropolitan）が買収する。1997年に、グランド・メトロポリタン社がアイルランドのビールメーカーのギネス社と合併、ディアジオ社となり、スミノフもディアジオのブランドとなる。
日本では当初、ニッカウヰスキーがライセンス製造・販売権を持っていたが、その後ニッカは日本国内でのライセンス製造・販売を打ち切り、サッポロビールへ販売権を譲渡、そして2009年に麒麟麦酒（二代目）が販売権を獲得した。2009年6月にはキリン・ディアジオ両社の合弁会社として「キリン・ディアジオ株式会社」を設立し、ブランドマーケティング及び三大都市圏における販売促進活動を移管、体制を強化した（販売自体はキリンビール、並びにキリンが行っている）。

## スミノフアイス
1999年にイギリスで発売された、スミノフをベースとしたカクテル飲料。主に瓶入りで販売される。アルコール度数は5%程度。2003年には日本でも販売を開始した。
2009年現在、いわゆるRTD（レディ・トゥ・ドリンク）市場における世界No.1ブランドとされる。